# Großer Preis der Niederlande 1978
Der Große Preis der Niederlande 1978 (offiziell XXVI Grote Prijs van Nederland) fand am 27. August auf dem Circuit Park Zandvoort in Zandvoort statt und war das 13. Rennen der Automobil-Weltmeisterschaft 1978.

## Berichte

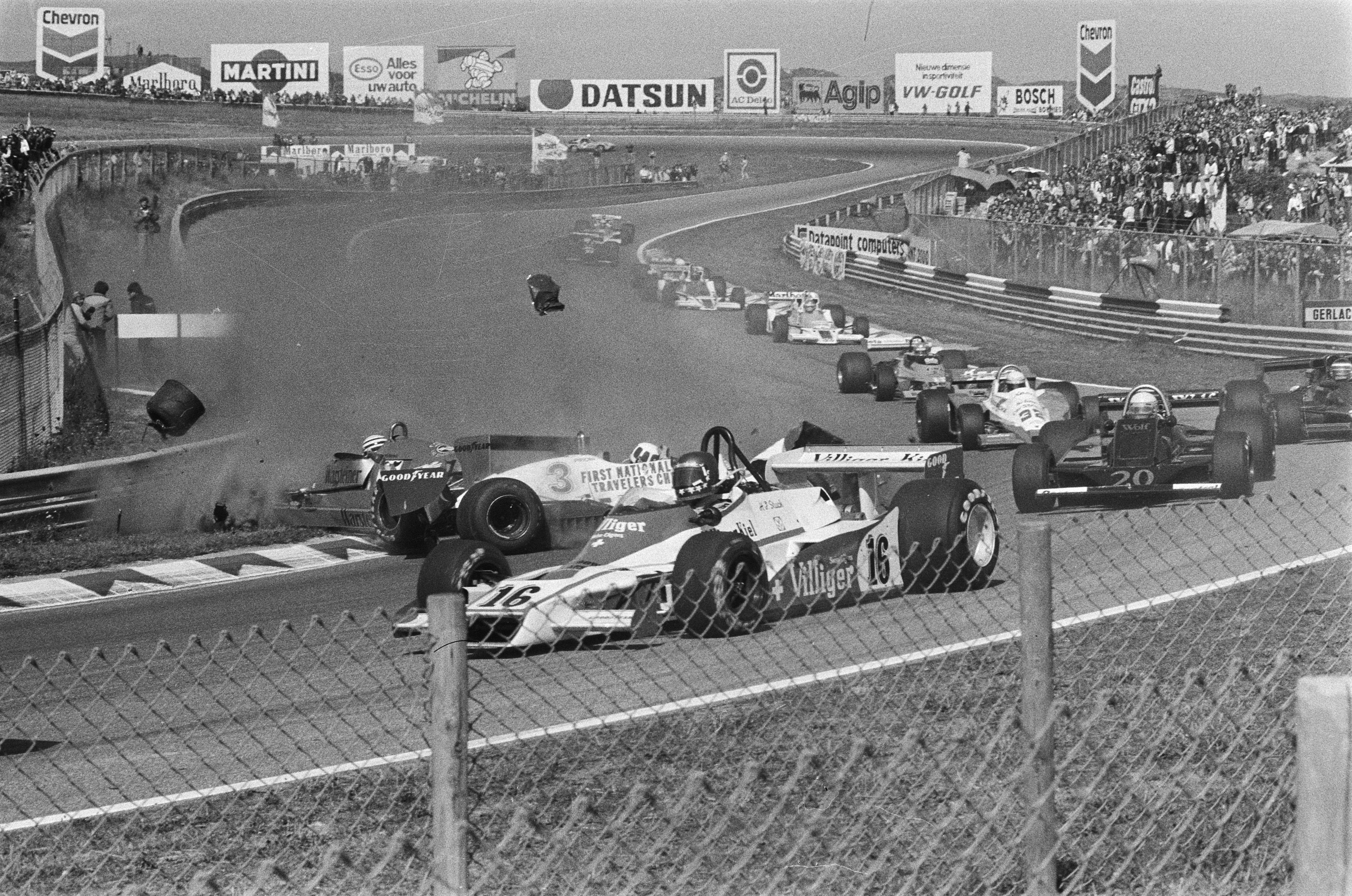
Startkollision zwischen Didier Pironi und Riccardo Patrese

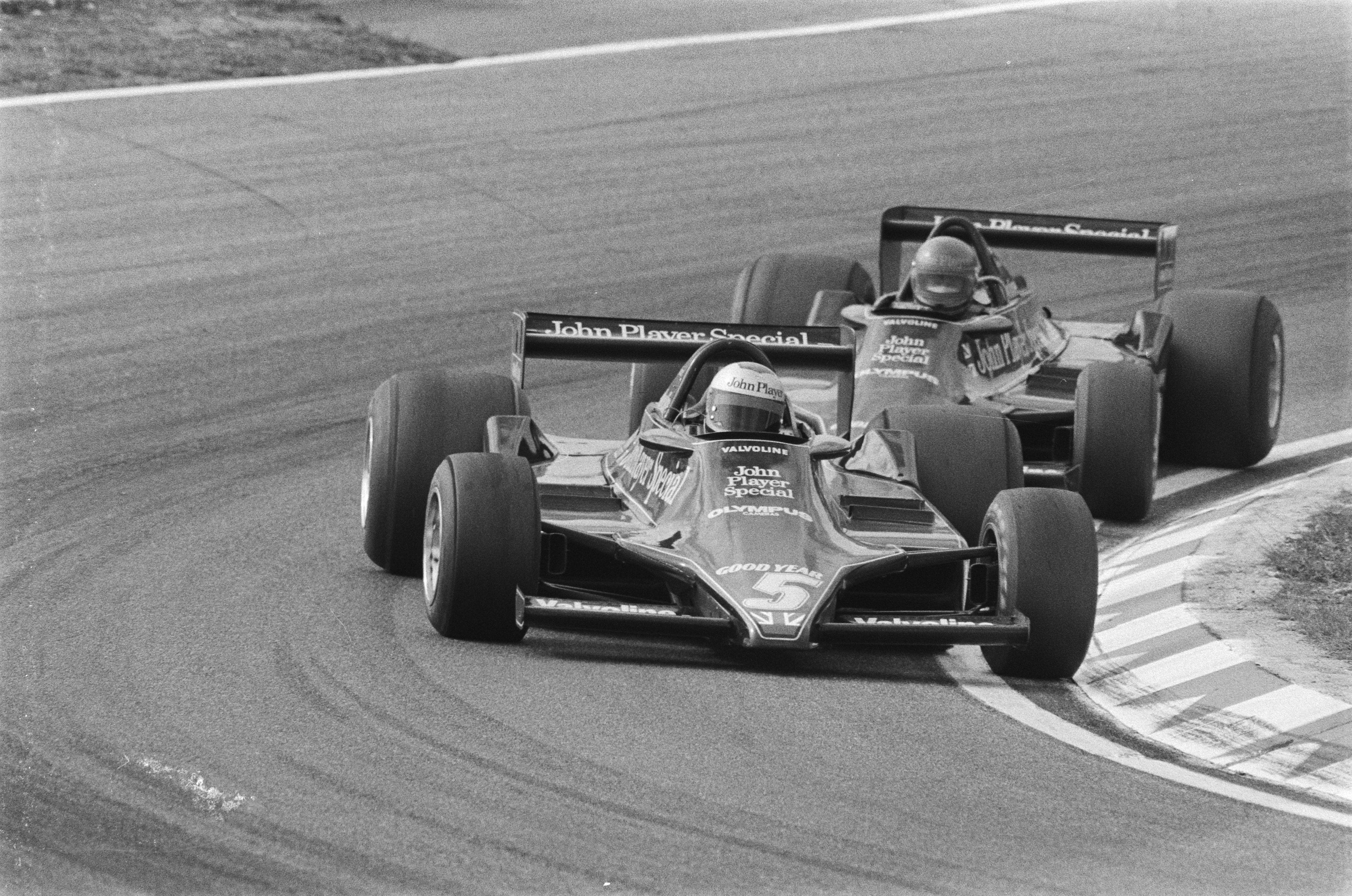
Mario Andretti vor Ronnie Peterson

### Hintergrund
Um seinen Heim-Grand-Prix bestreiten zu können, kaufte sich Michael Bleekemolen mit Unterstützung eines eigenen Sponsors ins Cockpit des zweiten ATS an der Seite von Jochen Mass ein. Außerdem kehrte Danny Ongais am Steuer eines privaten Shadow DN9 des Teams Interscope Racing ein letztes Mal in die Formel 1 zurück. Bruno Giacomelli bekam bereits zum dritten Mal in dieser Saison einen dritten McLaren-Werkswagen zur Verfügung gestellt.

### Training
Aufgrund des mit 33 Piloten erneut stark besetzten Teilnehmerfeldes, wurde eine Vorqualifikation durchgeführt. Für Rolf Stommelen, Harald Ertl und Ongais endete das Rennwochenende dadurch vorzeitig. Vier weitere Piloten scheiterten während des regulären Trainings an der Qualifikation, da nur 26 Startplätze fürs Rennen vorhanden waren. Da jedoch Rupert Keegan im Warm-up vor dem Rennen verunfallte und sich dabei verletzte, durfte der eigentlich nicht qualifizierte Arturo Merzario nachrücken.
Die erste Startreihe wurde erneut von den beiden Lotus-Werksfahrern gebildet, wobei Mario Andretti gegenüber Ronnie Peterson um rund sechs Zehntelsekunden schneller war. Mit einer um rund eine Sekunde langsameren Rundenzeit als der Pole-Setter qualifizierte sich Niki Lauda für den dritten Platz vor den beiden Ferrari-Teamkollegen Carlos Reutemann und Gilles Villeneuve. Jacques Laffite belegte den sechsten Startplatz.

### Rennen
Während Andretti vor Peterson und dem gut gestarteten Laffite in Führung ging, kollidierten weiter hinten im Feld Riccardo Patrese und Didier Pironi. Einige weitere Piloten wurden indirekt in den Unfall verwickelt, da sie abrupt versuchen mussten, dem mitten auf der Strecke stehenden Fahrzeug von Patrese auszuweichen.
Die beiden Lotus-Piloten bauten ihre Führung aus. Unterdessen gelangte Lauda wieder auf den dritten Rang, da Laffite aufgrund technischer Probleme hinter ihn sowie hinter Reutemann, John Watson, Emerson Fittipaldi und Villeneuve zurückfiel. Diese Reihenfolge blieb daraufhin konstant, bis Reutemann in der 38. Runde wegen Reifenproblemen hinter Watson und Fittipaldi zurückfiel.
Andretti und Peterson stellten einen weiteren Lotus-Doppelsieg vor den beiden Brabham von Lauda und Watson sicher. Fittipaldi wurde Fünfter vor Villeneuve, der in der 54. Runde seinen Teamkollegen Reutemann überholte und sich damit den letzten WM-Punkt des Tages sicherte.
Mit nun 12 Punkten Rückstand auf Andretti hatte Peterson zwar weiterhin theoretische Titelchancen, aufgrund seines vertraglich geregelten Nummer-Zwei-Status durfte er dem US-Amerikaner jedoch den Titel nicht streitig machen. Mit 28 Punkten Vorsprung auf den in der WM-Wertung drittplatzierten Lauda bei noch drei ausstehenden Rennen, bei denen maximal 27 Punkte zu erreichen waren, stand Andretti somit quasi als Weltmeister 1978 fest.

## Meldeliste
| Team                            | Nr. | Fahrer                | Chassis        | Motor                     | Reifen |
| ------------------------------- | --- | --------------------- | -------------- | ------------------------- | ------ |
| Parmalat Racing Team            | 01  | Niki Lauda            | Brabham BT46   | Alfa Romeo 115-12 3.0 F12 | G      |
| Parmalat Racing Team            | 02  | John Watson           | Brabham BT46   | Alfa Romeo 115-12 3.0 F12 | G      |
| Elf Team Tyrrell                | 03  | Didier Pironi         | Tyrrell 008    | Ford Cosworth DFV 3.0 V8  | G      |
| Elf Team Tyrrell                | 04  | Patrick Depailler     | Tyrrell 008    | Ford Cosworth DFV 3.0 V8  | G      |
| John Player Team Lotus          | 05  | Mario Andretti        | Lotus 79       | Ford Cosworth DFV 3.0 V8  | G      |
| John Player Team Lotus          | 06  | Ronnie Peterson       | Lotus 79       | Ford Cosworth DFV 3.0 V8  | G      |
| Marlboro Team McLaren           | 07  | James Hunt            | McLaren M26    | Ford Cosworth DFV 3.0 V8  | G      |
| Marlboro Team McLaren           | 08  | Patrick Tambay        | McLaren M26    | Ford Cosworth DFV 3.0 V8  | G      |
| Marlboro Team McLaren           | 33  | Bruno Giacomelli      | McLaren M26    | Ford Cosworth DFV 3.0 V8  | G      |
| ATS Racing Team                 | 09  | Jochen Mass           | ATS HS1        | Ford Cosworth DFV 3.0 V8  | G      |
| F&S Properties/ATS Racing Team  | 10  | Michael Bleekemolen   | ATS HS1        | Ford Cosworth DFV 3.0 V8  | G      |
| Scuderia Ferrari SpA SEFAC      | 11  | Carlos Reutemann      | Ferrari 312T3  | Ferrari 015 3.0 F12       | M      |
| Scuderia Ferrari SpA SEFAC      | 12  | Gilles Villeneuve     | Ferrari 312T3  | Ferrari 015 3.0 F12       | M      |
| Fittipaldi Automotive           | 14  | Emerson Fittipaldi    | Fittipaldi F5A | Ford Cosworth DFV 3.0 V8  | G      |
| Équipe Renault Elf              | 15  | Jean-Pierre Jabouille | Renault RS01   | Renault EF1 1.5 V6t       | M      |
| Shadow Racing Team              | 16  | Hans-Joachim Stuck    | Shadow DN9     | Ford Cosworth DFV 3.0 V8  | G      |
| Shadow Racing Team              | 17  | Clay Regazzoni        | Shadow DN9     | Ford Cosworth DFV 3.0 V8  | G      |
| Durex Team Surtees              | 18  | Rupert Keegan         | Surtees TS20   | Ford Cosworth DFV 3.0 V8  | G      |
| Beta Team Surtees               | 19  | Vittorio Brambilla    | Surtees TS20   | Ford Cosworth DFV 3.0 V8  | G      |
| Walter Wolf Racing              | 20  | Jody Scheckter        | Wolf WR6       | Ford Cosworth DFV 3.0 V8  | G      |
| Team Tissot Ensign              | 22  | Derek Daly            | Ensign N177    | Ford Cosworth DFV 3.0 V8  | G      |
| Sachs Racing                    | 23  | Harald Ertl           | Ensign N177    | Ford Cosworth DFV 3.0 V8  | G      |
| Team Rebaque                    | 25  | Héctor Rebaque        | Lotus 78       | Ford Cosworth DFV 3.0 V8  | G      |
| Ligier Gitanes                  | 26  | Jacques Laffite       | Ligier JS9     | Matra MS78 3.0 V12        | G      |
| Williams Grand Prix Engineering | 27  | Alan Jones            | Williams FW06  | Ford Cosworth DFV 3.0 V8  | G      |
| BS Fabrications                 | 29  | Nelson Piquet         | McLaren M23    | Ford Cosworth DFV 3.0 V8  | G      |
| Liggett Group/BS Fabrications   | 30  | Brett Lunger          | McLaren M26    | Ford Cosworth DFV 3.0 V8  | G      |
| Automobiles Martini             | 31  | René Arnoux           | Martini MK23   | Ford Cosworth DFV 3.0 V8  | G      |
| Theodore Racing Hong Kong       | 32  | Keke Rosberg          | Wolf WR4       | Ford Cosworth DFV 3.0 V8  | G      |
| Arrows Racing Team              | 35  | Riccardo Patrese      | Arrows A1      | Ford Cosworth DFV 3.0 V8  | G      |
| Arrows Racing Team              | 36  | Rolf Stommelen        | Arrows A1      | Ford Cosworth DFV 3.0 V8  | G      |
| Team Merzario                   | 37  | Arturo Merzario       | Merzario A1    | Ford Cosworth DFV 3.0 V8  | G      |
| Interscope Racing               | 39  | Danny Ongais          | Shadow DN9     | Ford Cosworth DFV 3.0 V8  | G      |

## Klassifikationen

### Startaufstellung
| Pos. | Fahrer                | Konstrukteur       | Zeit    | Ø-Geschwindigkeit | Start |
| ---- | --------------------- | ------------------ | ------- | ----------------- | ----- |
| 01   | Mario Andretti        | Lotus-Ford         | 1:16,36 | 199,235 km/h      | 01    |
| 02   | Ronnie Peterson       | Lotus-Ford         | 1:16,97 | 197,656 km/h      | 02    |
| 03   | Niki Lauda            | Brabham-Alfa Romeo | 1:17,33 | 196,736 km/h      | 03    |
| 04   | Carlos Reutemann      | Ferrari            | 1:17,34 | 196,711 km/h      | 04    |
| 05   | Gilles Villeneuve     | Ferrari            | 1:17,54 | 196,203 km/h      | 05    |
| 06   | Jacques Laffite       | Ligier-Matra       | 1:17,55 | 196,178 km/h      | 06    |
| 07   | James Hunt            | McLaren-Ford       | 1:17,67 | 195,875 km/h      | 07    |
| 08   | John Watson           | Brabham-Alfa Romeo | 1:17,73 | 195,724 km/h      | 08    |
| 09   | Jean-Pierre Jabouille | Renault            | 1:18,28 | 194,348 km/h      | 09    |
| 10   | Emerson Fittipaldi    | Fittipaldi-Ford    | 1:18,30 | 194,299 km/h      | 10    |
| 11   | Alan Jones            | Williams-Ford      | 1:18,42 | 194,002 km/h      | 11    |
| 12   | Patrick Depailler     | Tyrrell-Ford       | 1:18,43 | 193,977 km/h      | 12    |
| 13   | Riccardo Patrese      | Arrows-Ford        | 1:18,50 | 193,804 km/h      | 13    |
| 14   | Patrick Tambay        | McLaren-Ford       | 1:18,50 | 193,804 km/h      | 14    |
| 15   | Jody Scheckter        | Wolf-Ford          | 1:18,57 | 193,631 km/h      | 15    |
| 16   | Derek Daly            | Ensign-Ford        | 1:19,39 | 191,631 km/h      | 16    |
| 17   | Didier Pironi         | Tyrrell-Ford       | 1:19,59 | 191,150 km/h      | 17    |
| 18   | Hans-Joachim Stuck    | Shadow-Ford        | 1:19,62 | 191,078 km/h      | 18    |
| 19   | Bruno Giacomelli      | McLaren-Ford       | 1:19,83 | 190,575 km/h      | 19    |
| 20   | Héctor Rebaque        | Lotus-Ford         | 1:20,02 | 190,122 km/h      | 20    |
| 21   | Brett Lunger          | McLaren-Ford       | 1:20,03 | 190,099 km/h      | 21    |
| 22   | Vittorio Brambilla    | Surtees-Ford       | 1:20,26 | 189,554 km/h      | 22    |
| 23   | René Arnoux           | Martini-Ford       | 1:20,31 | 189,436 km/h      | 23    |
| 24   | Keke Rosberg          | Wolf-Ford          | 1:20,47 | 189,059 km/h      | 24    |
| 25   | Rupert Keegan         | Surtees-Ford       | 1:20,52 | 188,942 km/h      | DNS   |
| 26   | Nelson Piquet         | McLaren-Ford       | 1:20,64 | 188,661 km/h      | 25    |
| DNQ  | Arturo Merzario       | Merzario-Ford      | 1:20,64 | 188,661 km/h      | 26    |
| DNQ  | Clay Regazzoni        | Shadow-Ford        | 1:20,69 | 188,544 km/h      | –     |
| DNQ  | Michael Bleekemolen   | ATS-Ford           | 1:21,33 | 187,060 km/h      | –     |
| DNQ  | Jochen Mass           | ATS-Ford           | 1:21,82 | 185,940 km/h      | –     |
| DNPQ | Harald Ertl           | Ensign-Ford        | 1:21,00 | 187,822 km/h      | –     |
| DNPQ | Danny Ongais          | Shadow-Ford        | 1:21,41 | 186,876 km/h      | –     |
| DNPQ | Rolf Stommelen        | Arrows-Ford        | 1:22,24 | 184,990 km/h      | –     |

### Rennen
| Pos. | Fahrer                | Konstrukteur       | Runden | Stopps | Zeit       | Start | Schnellste Runde |
| ---- | --------------------- | ------------------ | ------ | ------ | ---------- | ----- | ---------------- |
| 01   | Mario Andretti        | Lotus-Ford         | 75     | 0      | 1:41,04,23 | 01    | 1:19,65          |
| 02   | Ronnie Peterson       | Lotus-Ford         | 75     | 0      | + 0,32     | 02    | 1:19,67          |
| 03   | Niki Lauda            | Brabham-Alfa Romeo | 75     | 0      | + 12,21    | 03    | 1:19,57 (57.)    |
| 04   | John Watson           | Brabham-Alfa Romeo | 75     | 0      | + 20,92    | 08    | 1:20,27          |
| 05   | Emerson Fittipaldi    | Fittipaldi-Ford    | 75     | 0      | + 21,50    | 10    | 1:20,18          |
| 06   | Gilles Villeneuve     | Ferrari            | 75     | 0      | + 45,95    | 05    | 1:20,59          |
| 07   | Carlos Reutemann      | Ferrari            | 75     | 0      | + 1:00,52  | 04    | 1:20,85          |
| 08   | Jacques Laffite       | Ligier-Matra       | 74     | 0      | + 1 Runde  | 06    | 1:20,91          |
| 09   | Patrick Tambay        | McLaren-Ford       | 74     | 0      | + 1 Runde  | 14    | 1:21,01          |
| 10   | James Hunt            | McLaren-Ford       | 74     | 0      | + 1 Runde  | 07    | 1:21,29          |
| 11   | Héctor Rebaque        | Lotus-Ford         | 74     | 0      | + 1 Runde  | 20    | 1:21,56          |
| 12   | Jody Scheckter        | Wolf-Ford          | 73     | 0      | + 2 Runden | 15    | 1:22,09          |
| –    | Bruno Giacomelli      | McLaren-Ford       | 60     | 0      | DNF        | 19    | 1:20,94          |
| –    | Hans-Joachim Stuck    | Shadow-Ford        | 56     | 0      | DNF        | 18    | 1:21,47          |
| –    | René Arnoux           | Martini-Ford       | 40     | 0      | DNF        | 23    | 1:22,29          |
| –    | Arturo Merzario       | Merzario-Ford      | 40     | 0      | DNF        | 26    | 1:23,32          |
| –    | Jean-Pierre Jabouille | Renault            | 35     | 0      | DNF        | 09    | 1:20,73          |
| –    | Brett Lunger          | McLaren-Ford       | 35     | 0      | DNF        | 21    | 1:22,00          |
| –    | Keke Rosberg          | Wolf-Ford          | 21     | 0      | DNF        | 24    | 1:22,48          |
| –    | Alan Jones            | Williams-Ford      | 17     | 0      | DNF        | 11    | 1:20,88          |
| –    | Nelson Piquet         | McLaren-Ford       | 16     | 0      | DNF        | 25    | 1:22,30          |
| –    | Patrick Depailler     | Tyrrell-Ford       | 13     | 0      | DNF        | 12    | 1:21,61          |
| –    | Derek Daly            | Ensign-Ford        | 10     | 0      | DNF        | 16    | 1:22,25          |
| –    | Riccardo Patrese      | Arrows-Ford        | 0      | 0      | DNF        | 13    | –                |
| –    | Didier Pironi         | Tyrrell-Ford       | 0      | 0      | DNF        | 17    | –                |
| DSQ  | Vittorio Brambilla    | Surtees-Ford       | 37     | 0      | –          | 22    | 1:22,49          |

## WM-Stände nach dem Rennen
Die ersten sechs des Rennens bekamen 9, 6, 4, 3, 2 bzw. 1 Punkt(e). Es zählten nur die besten sieben Ergebnisse aus den ersten acht Rennen und die besten sieben Ergebnisse aus den letzten acht Rennen. In der Konstrukteurswertung zählte nur das Ergebnis des bestplatzierten Fahrers eines Teams.

### Fahrerwertung
| Pos. | Fahrer             | Konstrukteur       | Punkte |
| ---- | ------------------ | ------------------ | ------ |
| 01   | Mario Andretti     | Lotus-Ford         | 63     |
| 02   | Ronnie Peterson    | Lotus-Ford         | 51     |
| 03   | Niki Lauda         | Brabham-Alfa Romeo | 35     |
| 04   | Patrick Depailler  | Tyrrell-Ford       | 32     |
| 05   | Carlos Reutemann   | Ferrari            | 31     |
| 06   | John Watson        | Brabham-Alfa Romeo | 19     |
| 07   | Jacques Laffite    | Ligier-Matra       | 16     |
| 08   | Emerson Fittipaldi | Fittipaldi-Ford    | 15     |
| 09   | Jody Scheckter     | Wolf-Ford          | 14     |
| 10   | Riccardo Patrese   | Arrows-Ford        | 8      |
| 11   | James Hunt         | McLaren-Ford       | 8      |
| 12   | Gilles Villeneuve  | Ferrari            | 8      |
| 13   | Didier Pironi      | Tyrrell-Ford       | 7      |
| 14   | Alan Jones         | Williams-Ford      | 5      |
| 15   | Patrick Tambay     | McLaren-Ford       | 5      |
| 16   | Clay Regazzoni     | Shadow-Ford        | 4      |
| 17   | Hans-Joachim Stuck | Shadow-Ford        | 2      |
| 18   | Vittorio Brambilla | Surtees-Ford       | 1      |

| Pos. | Fahrer                | Konstrukteur                         | Punkte |
| ---- | --------------------- | ------------------------------------ | ------ |
| 19   | Héctor Rebaque        | Lotus-Ford                           | 1      |
| 20   | Jochen Mass           | ATS-Ford                             | 0      |
| 21   | Brett Lunger          | McLaren-Ford                         | 0      |
| 22   | Bruno Giacomelli      | McLaren-Ford                         | 0      |
| 23   | Jean-Pierre Jarier    | ATS-Ford                             | 0      |
| 24   | Rolf Stommelen        | Arrows-Ford                          | 0      |
| 25   | René Arnoux           | Martini-Ford                         | 0      |
| 26   | Jean-Pierre Jabouille | Renault                              | 0      |
| 27   | Keke Rosberg          | Theodore-Ford / ATS-Ford / Wolf-Ford | 0      |
| 28   | Rupert Keegan         | Surtees-Ford                         | 0      |
| 29   | Harald Ertl           | Ensign-Ford                          | 0      |
| 30   | Jacky Ickx            | Ensign-Ford                          | 0      |
| –    | Danny Ongais          | Ensign-Ford                          | 0      |
| –    | Lamberto Leoni        | Ensign-Ford                          | 0      |
| –    | Arturo Merzario       | Merzario-Ford                        | 0      |
| –    | Eddie Cheever         | Hesketh-Ford                         | 0      |
| –    | Derek Daly            | Ensign-Ford                          | 0      |
| –    | Nelson Piquet         | Ensign-Ford / McLaren-Ford           | 0      |

### Konstrukteurswertung
| Pos. | Konstrukteur       | Punkte |
| ---- | ------------------ | ------ |
| 01   | Lotus-Ford         | 85     |
| 02   | Brabham-Alfa Romeo | 44     |
| 03   | Ferrari            | 36     |
| 04   | Tyrrell-Ford       | 36     |
| 05   | Ligier-Matra       | 16     |
| 06   | Fittipaldi-Ford    | 15     |
| 07   | Wolf-Ford          | 14     |
| 08   | McLaren-Ford       | 12     |
| 09   | Arrows-Ford        | 8      |
| 10   | Shadow-Ford        | 6      |

| Pos. | Konstrukteur  | Punkte |
| ---- | ------------- | ------ |
| 11   | Williams-Ford | 5      |
| 12   | Surtees-Ford  | 1      |
| 13   | ATS-Ford      | 0      |
| 14   | Martini-Ford  | 0      |
| 15   | Renault       | 0      |
| 16   | Ensign-Ford   | 0      |
| 17   | Theodore-Ford | 0      |
| –    | Merzario-Ford | 0      |
| –    | Hesketh-Ford  | 0      |